# Station Tsuda
 Station Tsuda  (津田駅,  Tsuda-eki) is een spoorwegstation in de Japanse stad Hirakata. Het wordt aangedaan door de Gakkentoshi-lijn. Het station heeft twee sporen, gelegen aan twee zijperrons en een aantal rangeersporen.

## Treindienst

### JR West
| 1 | ■ Gakkentoshi-lijn | richting Matsuiyamate en Kizu    |
| 2 | ■ Gakkentoshi-lijn | richting Shijōnawate en Kyōbashi |

## Geschiedenis
Het station werd geopend in 1898. 

## Overig openbaar vervoer
Er bevindt zich een klein busstation nabij het station. Bussen van Keihan vertrekken vanaf dit station.

## Stationsomgeving
- Autoweg 307
- Kansai Super (supermarkt)
- Hatamono-schrijn
- 7-Eleven
- Tsuda-park

Kizu · Nishi-Kizu · Hōsono · Shimokoma · JR Miyamaki · Dōshisha-mae · Kyōtanabe · Ōsumi · Matsuiyamate · Nagao · Fujisaka · Tsuda · Kawachi-Iwafune · Hoshida · Higashi-Neyagawa · Shinobugaoka · Shijōnawate · Nozaki · Suminodō · Kōnoikeshinden · Tokuan · Hanaten · Shigino · Kyōbashi